# Ново-Зеленська сільська рада
Ново-Зеленська сільська рада (Ново-Зеленинська сільська рада) — колишня адміністративно-територіальна одиниця та орган місцевого самоврядування у Новоград-Волинському, Соколовському районах і Новоград-Волинській міській раді Волинської округи, Київської та Житомирської областей Української РСР з адміністративним центром у селі Ново-Зелена.

## Населені пункти
Сільській раді на час ліквідації були підпорядковані населені пункти:
- с. Абрамок
- с. Катюха
- с. Ново-Зелена

## Населення
Кількість населення ради, станом на 1923 рік, становила 902 особи, кількість дворів — 178.
Кількість населення сільської ради, станом на 1924 рік, становила 1 026 осіб, з перевагою населення німецької та польської національностей, дворів — 183.

## Історія та адміністративний устрій
Створена 1923 року в складі сіл Абрамок та колоній Ново-Зелена і Олексіївка-Федоровецька (згодом — Олександрівка-Федоровецька) Романовецької волості Новоград-Волинського повіту Волинської губернії. 7 березня 1923 року включена до складу новоствореного Новоград-Волинського району Житомирської (згодом — Волинська) округи. 13 липня 1927 року до складу ради передано с. Катюха-Дуби (Катюха) Старогутівської сільської ради Городницького району Волинської округи. 20 червня 1930 року передана до складу Соколовського району Волинської округи. 15 вересня 1930 року, відповідно до постанови ВУЦВК та РНК УСРР «Про ліквідацію округ та перехід на двоступеневу систему управління», сільську включено до складу Новоград-Волинського району Української СРР. 1 червня 1935 року, відповідно до постанови Президії Верховної ради Української РСР «Про порядок організації органів радянської влади в новоутворених округах», передана до складу Новоград-Волинської міської ради Київської області. Станом на 1 жовтня 1941 року кол. Олександрівка-Федоровецька не перебувала на обліку населених пунктів.
Станом на 1 вересня 1946 року сільська рада входила до складу Новоград-Волинської міської ради Житомирської області, на обліку в раді перебували села Абрамок та Ново-Зелена, с. Катюха в довіднику пропущене.
Ліквідована 11 серпня 1954 року, відповідно до указу Президії Верховної ради Української РСР «Про укрупнення сільських рад по Житомирській області», територію та населені пункти ради приєднано до складу Тупалецької сільської ради Новоград-Волинської міської ради Житомирської області.